# Jouk Minor
Jouk Minor, né à Paris en 1947, est un saxophoniste, clarinettiste, flûtiste et sarrussophoniste français.

## Biographie
Après des études de guitare flamenca, il découvre le free jazz et rejoint au saxophone le groupe de François Tusques, crée en 1973 Armonicord (avec Bernard Vitet, Kent Carter, Rachid Houari, Odile Bailleux, Bruno Girard, puis Joseph Traindl, Jean Querlier, Christian Lété), participe à des disques avec Michel Portal, Eje Thelin, Alan Silva, compose pour le théâtre et en parallèle, poursuit une recherche dans la facture instrumentale et construit des becs de saxophone et des guitares flamenca. Dans les années 1990, il explore le sarrussophone (instrument en cuivre à anche double), forme un duo de cet instrument avec Philippe Neveu, et participe à des Quartettes créés par Daunik Lazro. 
Spécialiste des sons graves sur les instruments à anche (sax baryton, clarinette basse et contrebasse), il explore des techniques propres à l’expression des harmoniques et des phénomènes acoustiques (multiphoniques, souffle continu, micro intervalles).
Il apparaît aussi dans certains enregistrements à la guitare ou au violon. 

## Discographie
- 1971 Splendid Yzlment de Michel Portal
- 1971 La Guêpe de Bernard Vitet
- 1971 Seasons de Alan Silva
- 1972  Candels of Visions de Eje Thelin
- 1972  Live in Montreux de Léon Francioli
- 1977  Esprits de sel
- 1979  The shout de Alan Silva
- 1982  A travail égal salaire égal de Un drame musical instantané

## Source
- Philippe Carles, André Clergeat et Jean-Louis Comolli, Dictionnaire du jazz, Ed. Robert Laffont, Coll. Bouquins, Paris, 2011.